# Microdevario kubotai
Microdevario kubotai (Synonym Microrasbora kubotai), in der Aquaristik auch als Smaragd-Zwergrasbora oder Neongrüner Zwergbärbling bekannt, ist ein sehr kleiner Süßwasserfisch aus der Unterfamilie der Bärblinge (Danioninae). Er kommt im thailändischen Teil der Malaiischen Halbinsel von Ranong im Norden bis Phang-nga im Süden, im Stromgebiet des Ataran im burmesischen Kayin-Staat und wahrscheinlich auch in dem Gebiet dazwischen in Flüssen und Bächen vor, die nach Westen fließen und in die Andamanensee münden. Im oberen Mae Nam Khwae Noi (Khwae-Noi-Fluss) wurde die Art vom Menschen eingeführt. Die Wohngewässer weisen eine mittlere Strömung auf und sind bewachsen, was zum Ablaichen nötig ist.

## Merkmale
Microdevario kubotai erreicht eine Länge von zwei Zentimetern und ist von gelblicher bis gelblich-grüner Farbe mit einem gold schimmernden Längsstreifen auf den Körperseiten. Auch das Auge, der Kiemendeckel und der Bauch schimmern golden. Die Flossen sind farblos und transparent. Die Brustflossen sind sichelförmig mit einem sehr kleinen Axillalappen. Die Bauchflossen sind leicht zugespitzt. Eine Seitenlinie fehlt. Der Schwanzstiel ist 1,6 bis 1,9 mal länger als hoch.
- Flossenformel: Dorsale iii/7, Anale iii/9-10, Ventrale 7, Caudale 10 + 9.
- Schuppenformel: mLr 28-30 + 1-2.

## Systematik
Der kleine Bärbling wurde 1999 durch den Schweizer Ichthyologen Maurice Kottelat und seinen deutschen Kollegen Kai-Erik Witte beschrieben und nach Katsuma Kubota, einem einheimischen Helfer, benannt. Dabei wurde er der Gattung Microrasbora zugeordnet, die nur zwergwüchsige Bärblingsarten enthält. 2009 stellte der schwedische Ichthyologe Sven O. Kullander für diese und zwei weitere Bärblingsarten die Gattung Microdevario mit M. kubotai als Typusart auf. Microdevario unterscheidet sich in Details des Kopfskeletts von Microrasbora.

## Gefährdung
Obwohl die thailändische Population darunter leidet, dass das Umland der Wohngewässer in Gummi- und Palmölplantagen umgewandelt wird und zurückgeht, wird die Art von der Weltnaturschutzunion als nicht gefährdet (Least Concern) eingestuft, da der größte Teil des Gesamtbestandes in Myanmar lebt. Die Bestandsentwicklung dort ist allerdings nicht bekannt.